# Alberto Castellani (orientalista)
Alberto Castellani (Empoli, 26 gennaio 1884 – Empoli, 21 luglio 1932) è stato un linguista italiano.
È considerato uno dei membri della prima generazione di orientalisti italiani.

## Biografia
Figlio di Olderigo, Alberto Castellani fu la figura di maggior spicco della cultura empolese di inizio Novecento. Studioso di letteratura e di filosofia, sviluppò dapprima il suo interesse in ambito teatrale e successivamente si dedicò all'approfondimento delle lingue europee e orientali divenendone uno dei più eminenti conoscitori e uno dei maggiori sinologi nell'Italia a lui contemporanea.
Di grande intelligenza e ampia facoltà economica, poté viaggiare molto, dedicandosi allo studio delle lingue: oltre a quelle classiche, imparò il francese, il tedesco lo spagnolo e l'inglese. Si specializzò poi in lingue orientali e dal 1877 al 1921 insegnò storia e geografia dell'Asia Orientale a Firenze. Nella sua breve vita ebbe un incarico di Lingue e civiltà dell'Estremo oriente dal 1925 al 1927 all'Università di Firenze e si dedicò soprattutto alle traduzioni di importanti testi del pensiero cinese: pubblicò infatti la prima traduzione integrale italiana del fondamentale testo taoista, il Tao Te Ching (Il libro della via e della virtù) di Lao Tzu, e una traduzione dei Dialoghi di Confucio.
I legami con il mondo nipponico, favoriti anche dal clima politico degli anni '30, sono testimoniati dalle opere donate dal barone Okura Kishichiro (1882-1963). In qualità di Presidente dell'Associazione di amicizia italo-giapponese, Castellani organizzò a Roma nel 1930 una mostra d'arte giapponese al termine della quale fece dono di alcuni oggetti esposti al Museo d'Arte Orientale. I dialoghi di Confucio, uno dei suoi tanti lavori, sono ancora oggi oggetto di stampa per molti studi in ambito universitario.
Viene citato anche da Antonio Gramsci nei suoi Quaderni del carcere all'interno del Quaderno V, nelle pagine intitolate Noterelle sulla cultura cinese. Morì a soli quarantotto anni.

## Opere
- I dialoghi di Confucio (Lun Yu) / tradotti sul testo cinese e corredati d'introduzione e di note a cura di Alberto Castellani, Firenze, Sansoni, 1924.[9]
- La regola celeste di Lao-Tse (Tao Te Ching), Firenze, Sansoni, 1927.[9]
- Letterature e civiltà dell'estremo oriente, Firenze, Le Monnier, 1933.[9]
- Storia della medicina cinese, Milano, 1936.[10]